# Герцог йде геть
«Герцог йде геть» (англ. The Duke Steps Out) — американська комедійна драма режисера Джеймса Круза 1929 року.

## Сюжет
Син мільйонера Герцог мріє стати чемпіоном по боксу, але бере тайм-аут у своїх тренуваннях для того, щоб поступити у коледж, коли зустрічає свою потенційну однокурсницю Сьюзі. Для студентів занадто незвично те, що у нього є особистий шофер і повний слуг будинок. Він подобається Сьюзі, але його менеджер говорить їй, що у Герцога вже є дівчина в Нью-Йорку. Але оскільки всі студенти слухають радіопередачі про його переможний бій в Сан-Франциско, Сьюзі незабаром розуміє, що Герцог насправді боксер і що ніякої дівчини не існує.

## У ролях
- Вільям Гайнс — Герцог
- Джоан Кроуфорд — Сьюзі
- Карл Дейн — Барні, водій герцога
- Тенен Голц — Джек, менеджер герцога
- Едвард Наджент — Томмі Веллс
- Джек Роупер — Пойсон Керріган
- Делмер Дейвс — Боссі Едвардс
- Люк Косгрейв — професор Віддікомб
- Герберт Прайор — містер Корбін
- Гвен Лі